# Liste der Baudenkmale in Oldenburg (Oldb) – Vereinigungsstraße
In der Liste der Baudenkmale in Oldenburg (Oldb) – Vereinigungsstraße stehen alle Baudenkmale der Vereinigungsstraße in Oldenburg (Oldb).  Die Quelle der IDs und der Beschreibungen ist der Denkmalatlas Niedersachsen.
Der Stand der Liste ist das Jahr 2022(12).

## Allgemein
In den Spalten befinden sich folgende Informationen:
- Lage: die Adresse des Baudenkmales und die geographischen Koordinaten. Kartenansicht, um Koordinaten zu setzen. In der Kartenansicht sind Baudenkmale ohne Koordinaten mit einem roten Marker dargestellt und können in der Karte gesetzt werden. Baudenkmale ohne Bild sind mit einem blauen Marker gekennzeichnet, Baudenkmale mit Bild mit einem grünen Marker.
- Bezeichnung: Bezeichnung des Baudenkmales
- Beschreibung: die Beschreibung des Baudenkmales. Unter § 3 Abs. 2 NDSchG werden Einzeldenkmale und unter § 3 Abs. 3 NDSchG Gruppen baulicher Anlagen und deren Bestandteile ausgewiesen.
- ID: die Objekt-ID des Baudenkmales
- Bild: ein Bild des Baudenkmales, ggf. zusätzlich mit einem Link zu weiteren Fotos des Baudenkmals im Medienarchiv Wikimedia Commons. Wenn man auf das Kamerasymbol klickt, können Fotos zu Baudenkmalen aus dieser Liste hochgeladen werden:

Zurück zur Hauptliste
| Lage                                             | Bezeichnung | Beschreibung | ID       | Bild |
| ------------------------------------------------ | ----------- | --- | -------- | ---- |
| Vereinigungsstraße 2 53° 7′ 59″ N, 8° 12′ 11″ O  | Wohnhaus    | Zweigeschossiger, verputzter Massivbau mit hohem giebelständigen Mansarddach. Fassade mit dreiseitigem Erker und Balkon im OG. Eingang zurückgesetzt in Vorbau mit traufständigem Mansarddach. | 37471162 | BW   |
| Vereinigungsstraße 3 53° 7′ 58″ N, 8° 12′ 11″ O  | Wohnhaus    | Eineinhalbgeschossiger Putzbau unter giebelständigem Satteldach. Vierachsige Fassade mit aufgeputztem Dekor in Form von profilierten Fensterrahmungen, Gesimsen und Verdachung der beiden mittleren Obergeschossfenster. | 37471184 | BW   |
| Vereinigungsstraße 9 53° 7′ 55″ N, 8° 12′ 13″ O  | Wohnhaus    | Eineinhalbgeschossiger Putzbau unter giebelständigem Krüppelwalmdach, die beiden rechten Achsen der insgesamt vierachsigen Fassade sind zu einem dreiseitigen Erker mit Austritt vorgezogen. | 37471206 | BW   |
| Vereinigungsstraße 10 53° 7′ 56″ N, 8° 12′ 13″ O | Wohnhaus    | Eineinhalbgeschossiger, verputzter Massivbau unter giebelständigem Krüppelwalmdach. Vierachsige Fassade, nur durch ein flaches Gurtgesims gegliedert. | 37471228 | BW   |
| Vereinigungsstraße 11 53° 7′ 56″ N, 8° 12′ 13″ O | Wohnhaus    | Eineinhalbgeschossiger, giebelständiger Putzbau unter Krüppelwalmdach. Vierachsige Fassade mit Zierfachwerk im Giebeltrapez. An der Nordseite zurückgesetzt Eingangsvorbau. | 37471250 | BW   |
| Vereinigungsstraße 12 53° 7′ 57″ N, 8° 12′ 13″ O | Wohnhaus    | Eineinhalbgeschossiger, giebelständiger Putzbau unter Krüppelwalmdach. Vierachsige Fassade, rechts dreiseitiger Erker mit Austritt. | 37471272 | BW   |
| Vereinigungsstraße 13 53° 7′ 57″ N, 8° 12′ 13″ O | Wohnhaus    | Eineinhalbgeschossiges, verputztes Eckgebäude unter verschnittenen Krüppelwalmdächern. Vierachsige Fassade zur Vereinigungsstraße mit dreiseitigem Erker auf der linken Seite. Eingang an der Amannstraße – darüber Balkon. Nach Osten hin eingeschossiger Anbau. Spiegelbildlich zu Nr. 14 errichtetes Gebäude – bilden Torsituation zur Amannstraße. | 37471294 | BW   |
| Vereinigungsstraße 14 53° 7′ 58″ N, 8° 12′ 13″ O | Wohnhaus    | Eineinhalbgeschossiges, verputztes Eckgebäude unter verschnittenen Krüppelwalmdächern. Vierachsige Fassade zur Vereinigungsstraße mit dreiseitigem Erker auf der linken Seite. Eingang an der Amannstraße – darüber Balkon. Spiegelbildlich zu Nr. 13 errichtetes Gebäude – bilden Torsituation zur Amannstraße.                                       | 37471316 | BW   |
| Vereinigungsstraße 15 53° 7′ 58″ N, 8° 12′ 13″ O | Wohnhaus    | Eineinhalbgeschossiger, giebelständiger Massivbau unter Satteldach. Vierachsige Fassade mit Ziegeln verblendet. Schmuckelemente wie Eckrustizierung, Gesimse und Fensterrahmungen in Putz abgesetzt. Vorgarten und Einfriedung aus dem frühen 20. Jahrhundert.                                                                                         | 37471338 | BW   |
| Vereinigungsstraße 16 53° 7′ 59″ N, 8° 12′ 13″ O | Wohnhaus    | Eineinhalbgeschossiger, verputzter Massivbau unter giebelständigem Satteldach. Vierachsige Fassade, horizontale Gliederung durch Gesimse. An der Nordseite zurückgesetzt Eingangsvorbau. Vorgarten und bauzeitliche Einfriedung (Anfang 20. Jahrhundert)                                                                                               | 37471360 | BW   |
| Vereinigungsstraße 17 53° 7′ 59″ N, 8° 12′ 13″ O | Wohnhaus    | Eineinhalbgeschossiger, verputzter Massivbau auf hohem Sockelgeschoss unter giebelständigem Krüppelwalmdach, vor den beiden rechten Achsen der insgesamt vierachsigen Fassade dreiseitiger Erker mit Austritt. Vorgarten mit bauzeitlicher Einfriedung (Anfang 20. Jahrhundert).                                                                       | 37471383 | BW   |
| Vereinigungsstraße 18 53° 8′ 0″ N, 8° 12′ 12″ O  | Wohnhaus    | Eineinhalbgeschossiger, verputzter Massivbau unter giebelständigem Satteldach. Vierachsige Fassade, Gliederung durch umlaufendes Gurtgesims, Dreiecksverdachungen der beiden mittleren Obergeschossfenster. An der Nordseite zurückgesetzt Eingangsvorbau.                                                                                             | 37471405 | BW   |